# Antiche unità di misura della provincia di Vicenza

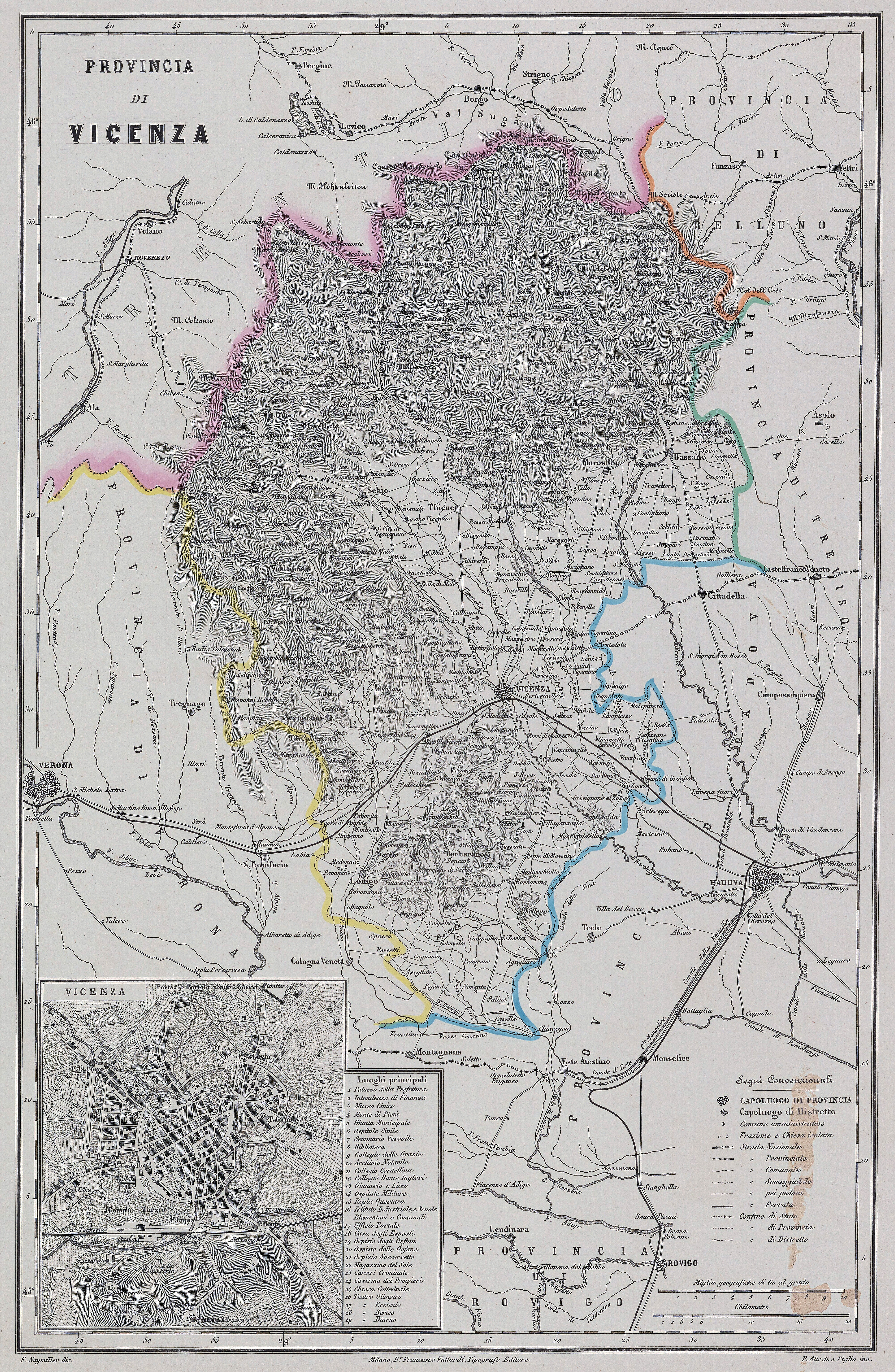
Provincia di Vicenza, 1860 circa

Sono qui riportate le conversioni tra le antiche unità di misura in uso nella provincia di Vicenza e il sistema metrico decimale, così come stabilite ufficialmente nel 1877.
Nonostante l'apparente precisione nelle tavole, in molti casi è necessario considerare che i campioni utilizzati (anche per le tavole di epoca napoleonica) erano di fattura approssimativa o discordanti tra loro.

## Misure di lunghezza
Tutti i comuni:
| Nome    | Nome                           | Nome                           | Nome                           | Valore    | Valore | Note        |
| ------- | ------------------------------ | ------------------------------ | ------------------------------ | --------- | ------ | ----------- |
| Pertica |                                |                                |                                |           |        |             |
| 6       | Braccio da fabbrica e da terra | Braccio da fabbrica e da terra | Braccio da fabbrica e da terra | 0,3573941 | m      | come Padova |
| 72      | 12                             | Oncia                          | Oncia                          |           |        |             |
| 864     | 144                            | 12                             | Linea                          |           |        |             |

In tutti i comuni tranne Bassano:
| Nome             | Nome             | Valore    | Valore |
| ---------------- | ---------------- | --------- | ------ |
| Braccio da panno | Braccio da panno | 0,6903053 | m      |
| 12               | Oncia            |           |        |

| Nome            | Nome            | Valore    | Valore | Note        |
| --------------- | --------------- | --------- | ------ | ----------- |
| Braccio da seta | Braccio da seta | 0,6375138 | m      | come Padova |
| 12              | Oncia           |           |        |             |

A Bassano:
| Nome            | Nome            | Valore    | Valore | Note         |
| --------------- | --------------- | --------- | ------ | ------------ |
| Braccio da lana | Braccio da lana | 0,6833956 | m      | come Venezia |
| 12              | Oncia           |           |        |              |

| Nome          | Nome          | Valore    | Valore | Note         |
| ------------- | ------------- | --------- | ------ | ------------ |
| Piede da seta | Piede da seta | 0,6387213 | m      | come Venezia |
| 12            | Oncia         |           |        |              |

| Nome              | Nome              | Valore    | Valore | Note         |
| ----------------- | ----------------- | --------- | ------ | ------------ |
| Piede da fabbrica | Piede da fabbrica | 0,3477348 | m      | come Venezia |
| 12                | Oncia             |           |        |              |

Nel distretto di Bassano si usavano le misure mercantili di Venezia e il piede di Padova come base delle misure agrarie; il piede veneto come misura fabbrile ed architettonica.

## Misure di superficie
In tutti i comuni:
| Nome  | Nome   | Nome           | Valore    | Valore |
| ----- | ------ | -------------- | --------- | ------ |
| Campo | Campo  | Campo          | 3862,5726 | m²     |
| 840   | Tavola | Tavola         |           |        |
| 30240 | 36     | Piede quadrato |           |        |

A Bassano:
| Nome  | Nome   | Nome           | Valore    | Valore |
| ----- | ------ | -------------- | --------- | ------ |
| Campo | Campo  | Campo          | 4138,4707 | m²     |
| 900   | Tavola | Tavola         |           |        |
| 32400 | 36     | Piede quadrato |           |        |

## Misure di volume
| Comuni         | Denominazione | Valore | Unità | Note                   |
| -------------- | ------------- | ------ | ----- | ---------------------- |
| Tutti i comuni | Piede cubo    | 42,048 | L     | (Dal piede di Bassano) |
| Tutti i comuni | Piede cubo    | 45,650 | L     |                        |

## Misure di capacità per gli aridi
In tutti i comuni:
| Nome  | Nome  | Nome   | Nome       | Nome       | Valore   | Valore |
| ----- | ----- | ------ | ---------- | ---------- | -------- | ------ |
| Sacco | Sacco | Sacco  | Sacco      | Sacco      | 108,1727 | L      |
| 4     | Staio | Staio  | Staio      | Staio      |          |        |
| 16    | 4     | Quarta | Quarta     | Quarta     |          |        |
| 64    | 16    | 4      | Quartirolo | Quartirolo |          |        |
| 128   | 32    | 8      | 2          | Mezzetto   |          |        |

A Bassano:
| Nome  | Nome  | Nome   | Valore   | Valore |
| ----- | ----- | ------ | -------- | ------ |
| Sacco | Sacco | Sacco  | 111,5427 | L      |
| 4     | Staio | Staio  |          |        |
| 16    | 4     | Quarta |          |        |

In Lonigo si usa per il riso il sacco di Verona di litri 114,6535.

## Misure di capacità per i liquidi
In tutti i comuni:
| Nome  | Nome     | Nome     | Nome     | Nome     | Valore   | Valore |
| ----- | -------- | -------- | -------- | -------- | -------- | ------ |
| Botte |          |          |          |          |          |        |
| 8     | Mastello | Mastello | Mastello | Mastello | 113,8900 | L      |
| 96    | 12       | Secchio  | Secchio  | Secchio  |          |        |
| 960   | 120      | 10       | Bozza    | Bozza    |          |        |
| 3840  | 480      | 40       | 4        | Gotto    |          |        |

Il mastello di Vicenza si divide in 120 bozze.
A Bassano:
| Nome  | Nome     | Nome     | Nome     | Nome     | Valore  | Valore |
| ----- | -------- | -------- | -------- | -------- | ------- | ------ |
| Botte |          |          |          |          |         |        |
| 10    | Mastello | Mastello | Mastello | Mastello | 72,4159 | L      |
| 80    | 8        | Secchio  | Secchio  | Secchio  |         |        |
| 320   | 32       | 4        | Boccale  | Boccale  |         |        |
| 640   | 64       | 8        | 2        | Bozza    |         |        |

Il mastello di Bassano si divide in 64 bozze.

## Pesi
| Nome           | Nome           | Valore   | Valore | Note        |
| -------------- | -------------- | -------- | ------ | ----------- |
| Libbra sottile | Libbra sottile | 338,8834 | g      | come Padova |
| 12             | Oncia          |          |        |             |

| Nome          | Nome          | Valore   | Valore | Note        |
| ------------- | ------------- | -------- | ------ | ----------- |
| Libbra grossa | Libbra grossa | 486,5387 | g      | come Padova |
| 12            | Oncia         |          |        |             |

Per gli orefici:
| Nome  | Nome  | Nome   | Nome   | Valore  | Valore |
| ----- | ----- | ------ | ------ | ------- | ------ |
| Marco | Marco | Marco  | Marco  | 238,499 | g      |
| 8     | Oncia | Oncia  | Oncia  |         |        |
| 1152  | 144   | Carato | Carato |         |        |
| 4608  | 576   | 4      | Grano  |         |        |

I farmacisti usano la libbra medica viennese di 420,008 g e anche la libbra veneta sottile di 301,230 g.
Per il fieno si usa la libbra di Brescia di 320,8123 g.

## Territorio
Nel 1874 nella provincia di Vicenza erano presenti 123 comuni divisi in 10 distretti.
- Arzignano • Altissimo, Arzignano, Chiampo, Crespadoro, Montorso Vicentino, Nogarole Vicentino, San Giovanni Ilarione,[3] San Pietro Mussolino, Zermeghedo
- Asiago • Asiago, Enego, Foza, Gallio, Lusiana, Roana, Rotzo
- Barbarano • Albettone, Barbarano Vicentino, Castegnero, Grancona, Mossano, Nanto, San Germano dei Berici, Sossano, Villaga, Zovencedo
- Bassano • Bassano del Grappa, Campolongo sul Brenta, Cartigliano, Cassola, Cismon del Grappa, Mussolente, Pove del Grappa, Romano d'Ezzelino, Rosà, Rossano Veneto, San Nazario, Solagna, Tezze sul Brenta, Valrovina, Valstagna
- Lonigo • Agugliaro, Alonte, Campiglia dei Berici, Gambellara, Lonigo, Montebello Vicentino, Noventa Vicentina, Orgiano, Pojana Maggiore, Sarego
- Marostica • Breganze, Conco, Crosara, Farra, Marostica, Mason Vicentino, Molvena, Mure, Nove, Pianezze, Pozzoleone, Sandrigo, Schiavon, Vallonara
- Schio • Arsiero, Forni, Laghi, Lastebasse, Magrè, Malo, Monte di Malo, Piovene, Posina, San Vito di Leguzzano, Santorso, Schio, Torrebelvicino, Tretto, Valli dei Signori, Velo d'Astico
- Thiene • Caltrano, Calvene, Carrè, Cogollo, Lugo di Vicenza, Marano Vicentino, Sarcedo, Thiene, Villaverla, Zanè, Zugliano
- Valdagno • Brogliano, Castelgomberto, Cornedo, Novale, Recoaro, Trissino, Valdagno
- Vicenza • Altavilla Vicentina, Arcugnano, Bolzano Vicentino, Brendola, Bressanvido, Caldogno, Camisano Vicentino, Costabissara, Creazzo, Dueville, Gambugliano, Grisignano di Zocco, Grumolo delle Badesse, Isola di Malo, Longare, Montecchio Maggiore, Montecchio Precalcino, Montegalda, Montegaldella, Monticello del Conte Otto, Quinto Vicentino, Sovizzo, Torri di Quartesolo, Vicenza